# Ulan Bator
Ulan Bator (mongolsko Улаанбаатар - Ulanbaataar ali ᠤᠯᠠᠭᠠᠨᠪᠠᠭᠠᠲᠤᠷ - Ulaγanbaγatur, dobesedno »Rdeči heroj«) je glavno mesto Mongolije in s 1,67 milijona prebivalcev (podatek za leto 2021) daleč največje mesto v državi, saj tu živi več kot tretjina Mongolcev, ki so še vedno pretežno nomadi. Mestna občina ni del nobene mongolske province, pač pa je samostojen subjekt v upravni delitvi Mongolije.
Ulan Bator je po sovjetskem vzoru načrtovano mesto, s središčem okrog Sühbaatarjevega trga, zgrajenim v neoklasicističnem slogu. Glavne gospodarske dejavnosti so predelava hrane, tekstilna in obutvena industrija ter proizvodnja gradbenega materiala. Mesto ima preko Transmongolske železnice železniško povezavo s transsibirsko železnico v Rusiji, proti jugu pa ga železnica povezuje s kitajskim Pekingom. V bližini je tudi glavno mongolsko mednarodno letališče. Zrak je močno onesnažen zaradi pridobivanja električne energije iz premoga.

## Etimologija
Ulan Bator je imel v svoji zgodovini številna imena. Pred letom 1911 je bilo uradno ime Ikh Khüree (mongolsko: Их Хүрээ, "Velik kamp") ali Daa Khüree (Даа Хүрээ, dà, "velik") ali pa preprosto Khüree. Enakovredno kitajsko, Dà kùlún (大 库伦), v zahodnih jezikih kot Kulu ali Kuren. 
Ob osamosvojitvi leta 1911, sta tako laična vlada kot trenutni Bogd Kan, ime mesta spremenila v Niĭslel Khüree (Нийслэл Хүрээ "Glavni kamp"). Tako se imenuje Bogdiin Khuree (Богдийн Хүрээ, Bogdiĭn Khüree, "Sveti kamp") v ljudski pesmi "Hvalnica Bogdiin Khuree". V zahodnih jezikih je bilo mesto v tistem času najbolj pogosto omenjeno kot Urga (iz mongolskega: Өргөө, Örgöö, "prebivališče").
Ko je mesto leta 1924 postalo prestolnica nove Mongolske ljudske republike, je bilo njeno ime spremenjeno v Ulan Bator (Улаанбаатар, Ulaanbaatar, klasično mongolsko Ulaganbagatur, dobesedno 'Rdeči heroj'). Na seji 1. Velike ljudske Khuraldaan Mongolije leta 1924, je večina delegatov izrazila željo, da bi spremenili ime glavnega mesta v Baatar Khot ('Mesto heroj'), vendar je pod pritiskom aktivista Sovjetske komunistične Internationale, Turar Ryskulova, mesto imenoval Ulan Bator Khot ('Mesto rdeči heroj'). Mongolsko ime Ulan Bator ustreza mančujskemu fulgiyan baturu ('rdeči junak'), obe besedi sta bili sposojeni od Mongolov vsaj iz 12. stoletja (sorodne oblike so potrjene tudi v jeziku ljudstva Jurčen, vzhodna Mandžurija). Moderno Khalkha ulaan ('rdeč') izhaja iz srednje mongolskega hula'an in proto-mongolskega *fulagan in je torej povezano z daursko hulaen in bao'ansko fulang. Obstaja tudi možnost podobnosti s korejskim pulk 붉 ('rdeč'). 
V Evropi in Severni Ameriki je Ulan Bator še vedno znan kot Urga ali včasih Kuren (ali Kulun) do leta 1924 in šele pozneje Ulan Bator (zapis izvira iz Улан-Батор, Ulan Batorj). Ruska transkripcija (Улан-Батор) je fonetična in drugačna od trenutnega mongolskega črkovanja, ker je bila opredeljena v skladu z ruskim pravopisom in cirilico. Mongoli v poznem 20. stoletju mesto poimenujejo tudi z vzdevkom Aziĭn Tsagaan Dagina (Азийн Цагаан Дагина, 'bela vila [Dakini] Azije').

## Zgodovina

### Prazgodovina
Človeško bivanje na najdišču Ulan Batorja sega v spodnje paleolitik. Arheološko delo Alekseja Okladnikova leta 1949 in 1960 je pokazalo veliko paleolitskih lokacij v gorah Bogd Khan Uul, Bujant-Ukhaa in Songinokhairhan. Leta 1962 so odkrili različno paleolitsko orodje na gori Songinokhairhan, kakor tudi Bujant-Ukhaa (23 kamnitih kosov orodja), ki ga učenjaki datirajo od pred 300.000 do pred 40.000-12.000 leti. Okladnikov odkrije tudi zgornje paleolitsko (pred 40.000-12.000 leti) lokacijo jugovzhodno od hriba Zaisan na severnem robu gore Bogd Khan Uula. Bjambin Rinchen jo omenja kot navdih za svoj prazgodovinski roman Zaan Zaluudai. Nižje plasti tega večslojnega naselja, ki je tam kjer je danes spomenik Zaisan, kažejo material in orodja, ki so izdelana v skladu s tehniko Levallois. Ti kamenodobni ljudje so lovili mamuta in volnatega nosoroga (Coelodonta antiquitatis), kosti je okoli Ulan Batorja v obilju.

### Pred letom 1639
Skalne slikarije v redečem okru iz bronaste dobe (1. tisočletje pr. n. št.) je mogoče najti v soteski Ikh Tenger na severni strani gore Bogd Khan Uul. Slike prikazujejo človeške figure, konje, orle in abstraktne motive, kot so vodoravne črte in veliki kvadrati z več kot sto pikami v njih. Isti slog slikanja iz istega obdobja so našli zelo blizu zahodno od mesta na Gačuurt, kot tudi v Khovsgol aimag in južni Sibiriji, kar kaže na skupno južno sibirsko nomadsko pastoralno kulturo. Gora Bogd Khan Uul je bila verjetno pomembna lokacija verskega kulta. Bronastodobne kvadratne ploščate grobnice so v soteskah Šajin Khurah in Tur Khurah gore Bogd Khan Uul v bližini mesta.
Severno od Ulan Batorja obstaja veliko Noin-Ula kraljevskih grobnic ljudstva Šjongnu (Hunnu), ki so stare več kot 2000 let. Šjongnu grobnico so našli tudi v okrožju Čingeltej. Šjongnu grobnice v soteski Belkh, v bližini samostana Dambadarjalin, so pod zaščito mesta. Šjongnu grobnice na gori Songinokhairhan pa so pod nacionalno zaščito. Lesene skodelice, krožniki, keramične posode in 12 kosov jelenovih rogov so našli v grobnici kraljice Šjongnu (Hunnu Khatni Bulsh) v soteski Baruun Boginiin Am, gore Bogd Khan Uul. Šest grobnic okoli prej omenjene, kaže znake starodavnega ropanja. Ljudstvo Vuhuan so na veliko plenili Šjongnu grobnice v letih 87 - 74 pr. n. št. Locirane na bregovih svete reke Tuul (Khatun Tuul ali kraljica Tuul po legendi), je bilo področje Ulan Batorja tudi področje nomadskih imperijev, kot so Šjongnu (Hunnu) (209 pr. n. št. - 93 n. št.), Šjanbei (Sumbe ) (93 n. št. - 4. stoletje), Rouran (Nirun) (402 - 555), Göktürk (555 - 745), Ujgur (745 - 840), Kitan (907 - 1125) in Mongolsko cesarstvo (1206 - 1368). V okrožju Nalaikh je pomembna stela Tonjukuk (ok. 722) s staro turško pisavo v Orkhon abecedi.
Balbal ali starodavni človeški kip (tudi Kurgan stela) je bil izbran za slavnostno utemeljitev mesta (Šav), ko so se leta 1778 naselili na sedanji lokaciji. Danes kamnita sodobna želva sedi na vrhu mesta antičnega balbal v bližini trga Sükhbaatar v središču mesta. 
- 3000 let stara poslikava iz bronaste dobe.
- Kraljevi pokali iz grobnice Šjongnu (Hunnu) severno od Ulan Batorja
- Bronasto ogledalo z napisom iz grobnice Šjongnu (c. 200 pr. n. št.) v Zuun Salaa, Ulan Bator
- Gradbeni material iz Tereljiin Dorvoljin (209 pr. n. št. - 93 n. št.) znotraj širšega območja Ulan Batorja

Wang Kan Toghrul (1130-1203) iz Keraita, nestorianski krščanski vladar, ki ga je Marco Polo prepoznal kot legendarnega župnika Johna, je povedal, da je imel svojo palačo tukaj (Črni gozd ob reki Tuul) in prepovedal lov na sveti gori Bogd Uul. Ruševine palače (15 x 27 metrov z vrati obrnjenimi na jug), so našli v okrožju Songinokhairkhan leta 1949 in jih je D. Navaan izkopal leta 2006. Ta opečna palača, narejena pod vplivom kitajske arhitekture, kasneje imenovana tudi Tretja palača Genghis Kana ali Yesui Katunina palača, je tista v kateri je Džingiskan ostal z Yesui Katun pred napadi na Tangut v letu 1226. Drenažni kanali odvajajo strešno vodo skozi vzhodna in zahodna vrata kompleksa. Leta 2003 so Japonci in Korejci izdelali posebne programe o tej palači, ker se je v njej zgodilo veliko pomembnih dogodkov Džingiskanovega življenja. Džingiskanov oče Yesukhei je tukaj postal krvni brat s Toghrulom in kasneje je Džingiskan postal Toghrulov sin.
Tajna zgodovina Mongolov govori o teh in mnogih drugih krajih.
Leta 1984 so bogato grobnico iz 13. stoletja, 50 - 60 let starega, 175 cm visokega bojevnika z bogato okrašen zlatim pasom, izkopali na Dadart Uul gore Songinokhairhan. Pokopan je bil z ovčjo lopatico, bodalom z rezilom iz železa in lesenim ročajem, 65 cm tulcem iz lubja s tremi železnimi puščicami, dva lahka ukrivljena stremena (tip 13. stoletje) in ostanki kotla iz litega železa. Njegov zelo bogato okrašen pas, sestavljen iz 39 delov s skarabejem na njegovem desnem kolku je bil razlog za špekulacije, ali je to grobnica Jamukha. Enostavno skalno poslikavo mongolske ženske z izrazito mongolsko frizuro iz 13. stoletja, je mogoče videti na severni strani gore Bogd Khan Uul. Abtai Sain kan je dejal, da so častili gore v 16. stoletju, kot dobro.
Mančujski odposlanec Toulisčen je napisal poročilo o svojih potovanjih skozi to regijo leta 1712. Opisuje, kako je njegova stranka počivala in ulovila deset do dvajset lososov in ščuk v reki Tu-la, medtem ko je eden Ko-tcha-eur-too ubil jelena s pištolo v Han shan (tj. Khan Uul). Opisuje tudi "bogato in bujno" naravo okoli Sung-hee-na gore (tj. gora Songino Khairkhan). Ko so šli Khalkha mongolski plemiči leta 1691 in obljubili zvestobo Manču cesarju na Dolon Nor (prej Kublaj Kanovo poletno mesto Xanadu), je bilo območje današnjega Ulan Batorja pod nadzorom Tusheet kana Čakhundorja, brata Zanabazarja. Leta 1691 je Čakhundorjev najstarejši sin Galdandorj dobil naziv Jun Wang na Dolon. Od takrat dalje je postala jasno razmejena dedna posest imenovana Darkhan Chin Wangiin Khoshuu (Prapor Darkhan Chin Wang). Prapor je bil na gori Bogd Khan Uul in njenih mejah in te meje so opisane v zgodovinskih zapisih obdobja. Galdandorj (1691-1692) je bil prvi Darkhan Chin Wang. Njegovi nasledniki so: njegov najstarejši sin Dondovdorj (1692-1743), Rinčendorj (1743-1755), Khajivdorj (1757-1759), Gejeedorj (1759-1771), Tsevdendorj (1771-1774), Sundevdorj (1774-1798), Njambuudorj (1799-1832) pa vse do Darkhan Chin Wang Puntsagtseren (1914-1921). Od leta 1728 do leta 1921 je imelo 21 praporov Tušeet kan Aimag 'Khan Uuliin Chuulgan' (skupščina Khan Uul) vsaka tri leta na severni strani gore Bogd Khan Uul, na strani Ulan Batorja. Zbor je obravnaval vrsto vprašanj, vključno s financami, vojsko, davkom od živinoreje in pravna vprašanja. 26 predsednikov Khan Uul skupščine se začne s Tušeet kan Vanjildorj (1728-1732) do zadnjega Puntsagtseren (1914-1921). Imeli so skupno 30 namestnikov predsednikov ali govorcev. 
Drugi Jebtsundamba Khutuktu se je rodil na gori Songinokhairhan v današnjem Ulan Batorju leta 1724, kot sin Darkhan Chin Wang Dondovdorj in Tsagaan Dari Bayart. Dondovdorj je nosil naslove Jun Wang, Darkhan Chin Wang, Khoshoi Chin Wang in Efu in tudi sedel na prestolu Tusheet Kan dve leti (1700-1702). Igral je vlogo pri zagotavljanju Urga znotraj ozemlja prapora. Od 1733-1743 je bil tako Said (minister, guverner) Urga in predsednik Khan Uul zbora. Ena od njegovih žena je bila Amarlingui Hičijengui, 6. hči cesarja Kangxija, ki mu je bila dana v poroko leta 1697. Njen grob, tempelj Gunj (1740) je deloma nedotaknjen v gozdovih severovzhodno od Ulan Batorja. Dondovdorj, izurjen pesnik, je napisal pesem Tumen Ekh, kjer hvali dirkalnega konja. Leta 1696 se Zanabazar in mongolski plemiči Khalkha vrnejo iz Dolon Nora in se utaborijo na severni strani gore Bogd Khan Uul. Soteska, kjer so kani in knezi taborili, se je imenovala Tur Khurakhyn Am (Soteska državnega srečanja), medtem ko se je tista, kjer so taborili menihi in opati imenovala Šajin Khurakhyn Am (Soteska državne vere). Plemiči in lame so se na tem mestu srečevali še naslednjih 330 let. Nukhtiin Am na jugu Ulan Batorja, kjer je bil Zanabazar (1635-1723) posvečen in je meditiral pod drevesom, se je imenoval Jančivsembe, senca, ki je bila izbrana lokacija za postavitev samostana Gandan leta 1838.
- Stele Tonjukuk (leto 722) v okrožju Nalaikh, Ulan Bator.
- Ostanki iz palače Wang Khana, 12. st. v Ulan Batorju.
- Ostanki iz palače Wang Khana, 12. st. v Ulan Batorju.
- Slonova glava iz 13. st., ruševine Bukheg Balgas v Ulan Batorju.
- Budova glava iz 13. st., ruševine Bukheg Balgas v Ulan Batorju.
- Skalne poslikave mongolske ženske, 13. st. v južnem Ulan Batorju.

### Mobilni samostani
Mesto je bilo ustanovljeno leta 1639 pod imenom Örgöö (zato je bilo v Evropi do 20. stoletja znano tudi kot Urga) kot sedež vodje lamaizma v Mongoliji, Jebtsundamba Khutukhtuja (imenovanega tudi Bogd Gegen). V prvem stoletju in pol je lokacijo zamenjalo več kot 25-krat; na sedanjem mestu je od leta 1778.
Prvič je bil nameščen ob jezeru Širet Csagan nuur (75 km vzhodno od cesarskega sedeža Karakorum), kar je zdaj Burd sum, Övörkhangai, okoli 230 kilometrov jugozahodno od sedanjega mesta Ulan Bator., Jebtsundamba Khutukhtu ali Zanabazar je bil sin Tušet Kan Gombodorja (1597-1655). Gombodorj je bil vnuk Abtai Sain kana (1554-1588), vnuka Gersenz Džalair Huangtaizija (1513-1549), najmlajšega sina Dayan kana (1464-1517/1543?) 29. Velikega kana in potomec Kublajkana (1215–1294). Zanabazar (1635–1723), znan kot čudežni otrok sposoben recitirati Jambaltsanjod ('hvalo Manjusri') pri treh letih, je bil povzdignjen v Urgu leta 1639. Njegova rezidenca je bila znana kot Shira Busiin Ord ('Palača rumenega zaslona'). Tam je bil oznanjevalec, 'učitelj množicam', posvečen v visokega lamo Vensa Brulgu Luvsandanzanjamc in dobil ime Luvsandambiijalcan (Blo-bzang-bstan-pa'i-rgyal-mtshan). Leta 1651 se je Zanabazar vrnil v Mongolijo iz Tibeta in ustanovil sedem aimag (samostanska provinca) v Urgu. To so bili ministrstvo za finance, ministrstvo za upravo, oddelek za prehrano, oddelek za častni doktor, oddelek za Amdo, oddelek za Orlog in oddelek za Khuukhen Noyon. V svoji starosti je v Urgu ustanovil še štiri samostanske oddelke. 
Kot mobilno mesto-samostan, se je pogosto selilo v različne kraje vzdolž rek Selenge, Orkhon in Tuul, kot so zahtevale različne potrebe. Med Dzungarsko vojno v poznem 17. stoletju, se je celo preselil v Notranjo Mongolijo. Kot so mesta rasla, se je vse manj selilo. Premiki so bili naslednji: Shireet Tsagaan Nuur (1639), Khoshoo Tsaidam (1640), Khentii Mountains (1654), Ogoomor (1688), Notranja Mongolija (1690), Tsetserlegiin Erdene Tolgoi (1700), Daagandel (1719), Usan Videc (1720), Ikh Tamir (1722), Jargalant (1723), Eeven Gol (1724), Khujirtbulan (1729), Burgaltai (1730), Sognogor (1732), Terelj (1733), reka Uliastai (1734), Khui Mandal (1736), Khuntsal (1740), Udleg (1742), Ogoomor (1743), Selbe (1747), reka Uliastai (1756), Selbe (1762), Khui Mandal (1772), Selbe (1778). Leta 1778 se je mesto preselilo iz Khui Mandala in se naselilo na sedanji lokaciji, v bližini sotočja rek Selbe in Tuul in pod goro Bogd Khan Uul, takrat tudi na karavanski Čajni cesti med Pekingom in Kjahto.
Do Zanabazarjeve smrti leta 1723, je Urga že postal vodilen samostan v Mongoliji v smislu verske oblasti. Svet sedmih najvišjih lam je sprejel večino verskih odločitev v mestu. Urga je postal tudi trgovsko središče Mongolije. Od 1733 do 1778 se Urga premika v bližini sedanje lokacije. Leta 1754 je imel Erdene Shanzodba Yam (Uprava cerkvene zapuščine) Urge vsa pooblastila za nadzor upravnih zadev v šabinarju. Prav tako deluje in bo še naprej delovala kot glavno sodišče v mestu. Sunduvdorj je bil Erdene Shanzodba v tem času. Cesar Qianlong je leta 1758 imenoval Khalkha namestnika generalnega Sanzaidorja kot prvega mongolskega amban Urga s polnimi pooblastili, da »nadzira Khuree in dobro upravlja vse shabinar na Khutugtu«. Leta 1761 je bil imenovan drugi amban za isti namen, Manchu ena. Leta 1786 je bila v Pekingu izdana odločba, ki je dala pravico Urga ambansu, da sprejema končne odločitve glede upravnih zadev na ozemljih Tusheet kana in Setsen kana. S tem je Urga postal najvišji civilni organ v državi. Mesto je bilo sedež ne samo Jebtsundamba Khutugtus, ampak tudi dveh Čing ambans in kitajsko trgovsko mesto 'štiri drevesa' ali 4,24 km vzhodno od centra mesta na sotočju rek Uliastai in Tuul. To trgovsko okrožje je ostalo na razdalji, da ne bi blokiral pot romarjev ali skrunilo sveto mesto (kakor ga je 4. Bogd Jebtsundamba zahteval). Imeli so polja in umetna jezera. Kitajci so imeli velike, lepo urejene trgovine, kjer so prodajali različne predmete. Par zelo bogato okrašenih 11 metrov visokih stebrov (1783), je ohranjen pred Dari Ekh templjem (1778) v nekdanjem okrožju Maimaicheng in sta pod nacionalno zaščito. Veleblagovnica Nomtiin Puus (Trgovina na pobožne proizvode) in ruševine drugih starih kitajskih trgovin so še vedno vidne. V Maimaicheng je bilo 14 templjev: 8 kitajskih in 6 mongolskih, vključno s Kunz Bogdiin Sum (Konfucijev tempelj), Odon Sum (Astrološki tempelj), Tsagaan Malgaitiin Sum (mošeja Beli klobuk kitajskih muslimanov), Dari Ehiin Sum (Guanyin tempelj), Geser Sum (Guandi tempelj), Erleg Khaani Sum (Tempelj Boga smrti), Erliiziin Sum (Tempelj etnično mešanih ljudi) in Urchuudiin Sum (Tempelj obrtnikov). Zargachiin Yam (senat sodnikov), ki je ležal vzhodno od kitajske mošeje, je urejal pravne zadeve Kitajcev.
Od leta 1778 je Urga imel okoli 10.000 menihov. Delovali so po samostanskih pravilih. Leta 1839 je Peti Bogd Jebtsundamba preselil svoje stalno prebivališče na hrib Gandan, višji položaj na zahodu trga Baruun Damnuurchin. Del mesta se je preselil v bližnji Tolgoit. Razlog za to potezo je bil, da je severozahodni veter prinašal nečist zrak s trga Baruun Damnuurchin (ki je bil znan po svojih številnih kitajskih in ruskih trgovinah, kot tudi bordelih) na sveto območje Bogd Jebtsundamba. Kljub temu se je leta 1855 del kampa, ki je bil na Tolgoit, vrnil na svoje prvotno mesto in Sedmi Bogd Jebtsundamba se je trajno preselil nazaj v Zuun Khuree. Samostan Gandan je cvetel kot središče filozofskih študij (tsanid). Ženske niso smele vstopiti na območje in njegovim menihom Rumenim kapam je bilo prepovedano iti v laične četrti (khoroo), sekta Rdeče kape pa so smeli imeti žene. Urga je obiskalo veliko tujih odposlancev in potnikov, vključno Egor Fedorovich Timkovskij (1820), N. M. Przevalskij, Pjotr Kozlov, M. De Bourbolon (1860) in A. M. Pozdneev. Na rusko veleposlaništvo je prišlo v januarju 1806 že 130 oseb. Leta 1863 je bil ruski konzulat v Urgu odprt v novozgrajeni dvonadstropni stavbi. Majhna kapela s čebulno kupolo Svete Trojice je bila odprta isto leto. Nekateri menihi so se pritožili, da je konzulat višji kot sveto mesto Bogd Jebtsundamba. Večina večjih mongolskih kanov in plemičev je imelo reprezentativne prostore za prebivanje v Urgu, ki so se nahajali na jugovzhodu in jugozahodu khoroo, in so jih občasno obiskovali.

### Revolucija 1911 in 1921 in doba komunizma
Moskovska trgovska ekspedicija iz leta 1910 je ocenila populacijo Urga na 60.000 in je temeljila na študiji Nikolaya Przhevalskega iz leta 1870. V času festivala Naadam in velikih verskih festivalih se je prebivalstvo mesta povečalo na več kot 100.000. Leta 1919 je bilo število menihov 20.000.
Leta 1911 je dinastija Čing na Kitajskem popolnoma propadla. Mongolski voditelji so se na skrivaj sestali v Ikh Khüree, na gori Bogd Khan Uul v času Naadama in odločili, da končajo 220 letno nadvlado Mančujev. 29. decembra 1911 je Osmi Jeptsundamba Khutughtu razglasil neodvisnost Mongolije in prevzel naziv Bogd Kan. Niislel Khüree (dobesedno »Glavno mesto Mongolije«), sedež Jebtsundamba Khutugtu je bil logična izbira za glavno mesto nove države.
V tristranskem sporazumu Kjahta iz leta 1915 (med Rusijo, Kitajsko, Mongolijo), se je stanje Mongolije spremenilo v zgolj avtonomijo. Leta 1919 so se mongolski plemiči, mimo nasprotovanja Bogd Kana, dogovorili s kitajskim rezidentom Čen Ji o rešitvi »mongolskega vprašanja« vzdolž meje iz časa dobe Čing, vendar so, preden bi se to uveljavilo, Khüree zasedle čete kitajskega vojskovodja Šu Šudženga, ki je prisilil mongolsko plemstvo in duhovščino, da se popolnoma odrečejo avtonomiji.
Leta 1921 je mesto dvakrat zamenjalo gospodarja. Prvič, 4. februarja 1921, ko je mešana rusko / mongolska sila, ki jo je vodil belogardejski vojskovodja Roman von Ungern-Sternberg osvojil mesto, s čimer izpusti Bogd Kana iz kitajskega zapora in pobije del kitajske garnizije. Po zavzetju Urga je sledil obračun z majhnimi mongolskimi tolpami in demoraliziranimi kitajskimi vojaki ter ropanje in umori tujcev, tudi pogrom judovske skupnosti. 22. februarja 1921 je bil Bogd Kan spet povišan v Velikega Kana Mongolije v Urgu. Istočasno je baron Ungern prevzel nadzor nad Urgom, podprt s sovjetsko-mongolsko komunistično silo, ki jo je vodil Damdin Sükhbaatar in ki je marca prečkala mejo. Komunistična sovjetsko-mongolska vojska je postala druga osvajalna sila v šestih mesecih, ki je vstopila v Urgu. Mongolija je prišla pod kontrolo Sovjetske zveze. 29. oktobra 1924 se je mesto preimenovalo v Ulan Bator (mongolsko Ulaanbaatar 'rdeči junak') po nasvetu T. R. Rjskulova, predstavnika Sovjetov v Mongoliji.
V času socializma in zlasti po drugi svetovni vojni, je bila večina starih četrti iz gerov nadomeščena s sovjetskim tipom stanovanjskih blokov, ki jih je pogosto financirala Sovjetska zveza. Urbanistično načrtovanje se je začelo leta 1950 in večina mesta je danes posledica izgradnje v letih 1960–1985. Transmongolska železnica, ki povezuje Ulan Bator z Moskvo in Pekingom, je bila končana leta 1956, postavili so kinodvorane, gledališča, muzeje itd.. Po drugi strani pa je bila večina templjev in samostanov v poznih 1930-tih uničena. Samostan Gandan so ponovno odprli leta 1944, ko je ameriški podpredsednik Henry Wallace zaprosil za ogled samostana med obiskom Mongolije.

### Demokratični protesti 1989–1990
Ulan Bator je bil prizorišče demonstracij, ki so pripeljale do prehoda Mongolije v demokracijo in tržno gospodarstvo v letu 1990. 10. decembra 1989 so protestniki zunaj kulturnega centra za mlade pozvali na izvedbo perestrojke in glasnost. Disidentski voditelji so zahtevali svobodne volitve in gospodarske reforme. 14. januarja 1990 so se protestniki, ki jih je bilo več tisoč, se je sestala v Muzeju Lenin v Ulan Batorju. 21. januarja so se zbrali na trgu Sükhbaatar. Sledile so nove demonstracije v januarju in februarju skupaj in nastale so prve opozicijske stranke. 7. marca je deset disidentov začelo gladovno stavko. Na tisoče podpornikov se jim je pridružilo. V nemirih 8. marca je bilo sedemdeset ljudi ranjenih in eden ubit. 9. marca je komunistična vlada odstopila. Začasna vlada je napovedala prve svobodne volitve Mongolije, ki so potekale v juliju.
Po prehodu Mongolije v tržno gospodarstvo v letu 1990, je mesto doživelo rast - zlasti v četrtih jurt, saj je gradnja novih stanovanjskih blokov nadaljevala. Prebivalstvo se je hitro povečevalo in danes v Ulan Batorju živi že 1,67 milijona prebivalcev ali ok. 50 % celotnega prebivalstva Mongolije. To povzroča vrsto socialnih, okoljskih in prometnih problemov. V zadnjih letih je gradnja novih stavb dobila nov zagon, predvsem v središču mesta in cene stanovanje so zelo porastle.

## Geografija
Ulan Bator je na približno 1350 m nadmorske višine, nekoliko vzhodno od centra Mongolije ob reki Tuul, blizu sotočja z reko Selenge, v dolini ob vznožju gore Bogd Khan Uul. Bogd Khan Uul je širok, gozdnat gorski hrbet z najvišjim vrhom 2250 metrov južno od Ulan Batorja. Predstavlja mejo med stepskim območjem na jugu in gozdno-stepskim območjem na severu. Tukaj je tudi eden od najstarejših rezervatov na svetu, zaščiten z zakonom iz 18. stoletja. Gozdove sestavljajo zimzeleni borovci, macesni in breze, obrečni gozd sestavljajo topoli, bresti in vrbe.
Zaradi visoke nadmorske višine, sorazmerno visoke zemljepisne širine, lokacije sto kilometrov od katerekoli obale in učinkov sibirskega anticiklona, je Ulan Bator najhladnejše glavno mesto na svetu, z monsunskim vplivom, hladnim suhim podnebjem (Köppen BSk, USDA Plant Hardiness Zone 3b)), ki tesno meji s subarktičnim podnebjem. Mesto ima kratka, topla poletja in dolge, hladne in suhe zime. Najbolj mrzel je januar, običajno v času tik pred sončnim vzhodom, ko so temperature med -36 °C in -40 °C brez vetra, zaradi temperaturne inverzije. Večina letnih padavin od 267 mm pade od junija do septembra. Ulan Bator ima povprečno letno temperaturo -0,4 °C. Mesto leži v območju nezveznega permafrosta, kar pomeni, da je stavbe težko temeljiti. Primestni prebivalci živijo v tradicionalnih gerih, ki ne segajo v tla. Ekstremne temperature v območju mesta so od -49 °C do 38,6 °C.
Ulan Bator je razdeljen na devet okrožij (düüregs): Baganuur, Bagakhangai, Bayangol, Bayanzurkh, Chingeltei, Khan Uul, Nalaikh, Songino Khairkhan in Sükhbaatar. Vsako okrožje je razdeljeno na khoroos, ki jih je 121.
Glavno mesto ureja Mestni svet (državljanski predstavniki Hural), ki ima štirideset članov, izvoljenih vsaka štiri leta. Mestni svet imenuje župana. Ulan Bator ima status samostojne regije na prvi stopnji, ločen od okolice Töv aimag. 
Mesto je sestavljeno iz osrednjega okrožja zgrajenega v sovjetskih časih v slogu arhitekture 1940 in 1950-tih, obdan s stanovanjskimi betonskimi bloki in velikimi soseskami gerov. V zadnjih letih se je veliko pritličnih blokov spremenilo in adaptiralo v majhne trgovine, zgradilo pa se je veliko novih stavb, nekatere izmed njih nezakonito (brez pravnih dovoljenj ali na nedovoljenih mestih).

## Mestna krajina
Osrednje mestno jedro sestavlja osrednje okrožje, zgrajeno v slogu sovjetske arhitekture iz 40. in 50. let 20. stoletja, obdano in prepleteno s stanovanjskimi betonskimi stolpnicami in velikimi okrožji gerov. Po padcu komunizma so bila številna pritličja stolpnic spremenjena in nadgrajena v majhne trgovine, zgrajene pa so bile tudi številne nove stavbe – nekatere nezakonito, nekatera zasebna podjetja pa gradijo stavbe brez zakonitih dovoljenj. Od leta 2010 naprej poteka gradbeni razcvet, ki je privedel do številnih visokih stanovanjskih in poslovnih blokov v osrednjem jedru ter novih naselij.
Trg Sukhbaatar v vladnem okrožju je središče Ulan Batorja, na sredini pa stoji kip revolucionarnega junaka Damdina Sukhbaatarja na konju, na severni strani pa kip Džingiskana. Na severu je Vladna palača, medtem ko Avenija miru (Enkh Taivny Urgon Chuloo), glavna prometnica skozi mesto, poteka vzdolž južne strani trga.
Med glavne znamenitosti spadajo samostan Gandantegchinlen, socialistični spomenik Zaisan z razgledom na mesto, Zimska palača Bogd Kana in tempelj Čoidžin Lam. Najvišja stavba v Mongoliji je hotelski kompleks Shangri-La z 91,5 m.
Pomembna nakupovalna okrožja so 3. mikrookrožni bulvar (preprosto imenovan Khoroolol ali 'okrožje'), Avenijo miru okoli državne veleblagovnice (preprosto imenovano Ikh Delguur ali 'Velika trgovina') in območje tržnice Narantul (preprosto imenovano Zakh ali 'Tržnica').
Ulan Bator ima trenutno več kinodvoran, eno moderno smučišče, dva velika pokrita stadiona, več velikih veleblagovnic in en velik zabaviščni park. Ponudba hrane, zabave in rekreacije se nenehno povečuje.

### Parki
Številni narodni parki in zavarovana območja uradno pripadajo mestu. Narodni park Gorkhi-Terelj, naravni rezervat s številnimi turističnimi objekti, je približno 70 km oddaljen od Ulan Batorja. V tem parku sta poti 2 in 3 pohodniške poti Mongol Olle. 40 metrov visok konjeniški kip Džingiskana je 54 km vzhodno od središča mesta.
Bogd Khan Uul, ki dominira na jugu, je strogo zavarovano območje z dolžino 31 kilometrov in širino 3 kilometre, ki pokriva 67.300 hektarjev. Varstvo narave sega v 12. in 13. stoletje, ko je Tooril Khan mongolskega starodavnega keraitskega ajmaga – ki je prepovedal sečnjo in lov – razglasil Bogd Kan za sveto goro. Ruševine samostana Mandžusri so na južnem pobočju gore Bogd Khan in so priljubljena destinacija za izlete.
Narodni zabaviščni park je park v središču mesta, južno od hotela Šangri-La. Je tudi priljubljen kraj za druženje mladih. Ta majhen zabaviščni park ponuja vožnje, igre in pedaline. Njegov prvotni grad z umetnim jezerom je bil zgrajen leta 1969.
Narodni vrtni park na jugovzhodnem obrobju mesta je bil odprt leta 2009 in je postal priljubljena poletna destinacija za prebivalce. Ima skupno površino 55 hektarjev, na kateri je zasajenih več kot 100.000 dreves. Park je namenjen temu, da postane izobraževalni center za zdravo in odgovorno življenje ter okoljsko vzgojo.
Drugi mestni parki, vrtovi ali gozdovi v mestu so spominski vrt Bogd Khaan, gozd korejsko-mongolskega prijateljstva in botanični vrt Mišel.
- Samostan Dambadarjaalin (1765) v okrožju Sukhbaatar
- Z reliefi okrašena stebra (1783) v delu ohranjenega templja Dari Ekh (1778), sedaj samostan Dolma Ling
- Tempelj v obliki gera (jurte) v samostanu Daščoiling (1778)
- Edino leseni steber Gungaačoilin templja (1809) je preživel požig in uničevanje leta 1938
- Tempelj Cogčin Dugan (1838)
- Tempelj Vajradhara (1841) v centru. Zuu Temple (1869) na levi se drži pasaže zgrajene 1945-1946
- Tempelj Erdem Itgemjit, zgrajen 1893
- Tempelj Nogoon Laviran, zgrajen 1893
- Zimska rezidenca Bogd Kana (Bogd Gegeen), zgrajena 1903, arhitekt car Nikolaj II.
- Muzej fine umetnosti Zanabazar, zgradil ga je ruski trgovec Gudvintsal kot trgovino 1905
- Zgodovinski muzej Ulan Bator, zgradil ga je Burjat-Mongol, trgovec, 1904
- Stranska vrata in Tempelj miru v kompleksu Čoidžin Lam, zgrajen v 1904-1908
- Zahodni Geser Tempelj, zgrajen 1919-1920, arhitekt Guje Ovogt Zakhar
- Rezidenca princa Čin vang Khanddorj (Minister zunanje zadeve), zgrajen 1913
- Cerkev Sv. Trojice, zgrajena blizu starega Ruskega konzulata leta 1863
- Najstarejše in osrednje nakupovalno okrožje - State Department Store area.
- Poslovno središče

### Samostani
Med pomembnimi starejšimi samostani je Čoidžin Lam, budistični samostan, ki je bil končan leta 1908. Je ušel uničenju mongolskih samostanov, ko so ga leta 1942 spremenili v muzej. Drug je samostan Ganden (Gandantegchinlen), ki datira v 19. stoletje. Njegova najbolj znana atrakcija je 26,5 metra visok zlat kip Avalokiteśvara (Migjid Janraisig). Ta samostana so med redkimi v Mongoliji ušla uničenju mongolskih samostanov v času vladanja  Horlogijna Čojbalsana.

### Zimska palača
Stari Ikh Khüree, ko je bilo mesto ustanovljeno kot glavno mesto, je imelo številne palače in plemiške rezidence na območju imenovanem Öndgiin sürgiin nutag. Jebtsundamba Khutughtu, ki je bil kasneje okronan kot Bogd Kan, je imel štiri glavne cesarske rezidence, ki so se nahajale med centrom (Dund gol) in reko Tuul. Poletna palača je bila imenovana Erdmiin Dalaj Buyan chuulgan süm ali Bogd khaanii serüün ord. Druge palače so bile Bela Palača (Tsagaan süm ali Gьngaa dejidlin) in palača Pandelin (imenovana tudi Naro Kha Chod süm), ki se je nahajala na levem bregu reke Tuul. Nekatere od palač so bile uporabljeni tudi v verske namene. 
Samo palača, ki je ostala, je zimska palača. Zimska palača Bogd Kana (Bogd khaanii nogoon süm ali Bogd khaanii öwliin ordon) je muzej zadnjega monarha. Kompleks vključuje šest templjev in veliko Bogd Kanovega in njegove žene premoženja, ki je na ogled v glavni stavbi.

### Muzeji
Ulan Bator ima več muzejev namenjenih mongolski zgodovini in kulturi. 
- Mongolski naravoslovni muzej ponuja številne fosile dinozavrov in meteoritov, ki so jih našli v Mongoliji.
- Narodni muzej Mongolije ima eksponate iz prazgodovine, preko Mongolskega cesarstva, do danes.
- Zanabazar Muzej likovne umetnosti vsebuje veliko zbirko mongolskih umetnin, vključno z deli iz 17. stoletja kiparja / umetnika Zanabazarja, kakor tudi najbolj slavno mongolsko sliko, En dan v Mongoliji, Marzana Sharava.
- Mongolski gledališki muzej predstavlja zgodovino uprizoritvene umetnosti v Mongoliji. Nekdanji mestni Leninov muzej so v januarju 2013 pretvorili v muzej dinozavrov in ostalih prazgodovinskih fosilov.

Artefakti izpred leta 1778, ki nikoli ni zapustili mesta od svoje ustanovitve, so kip Vajradhara, ki ga je izdelal Zanabazar sam leta 1683 (glavno mesto je božanstvo hranilo v templju Vajradhara), zelo bogato okrašen prestol, ki ga je Zanabazar dobil od cesarja Kangšija (pred 1723), kapa iz sandalovine, ki jo je Zanabazar dobil od dalajlame (okoli 1663), Zanabazarjev veliki krzneni plašč, ki ga je dobil od cesarja Kangšija in veliko število originalnih kipov, ki jih Zanabazar naredil sam. (npr. Green Tara). 
- Muzej igrač Puzzle prikazuje obsežno zbirko zahtevnih lesenih igrač, ki jih morajo sestaviti igralci, ki v ta namen uporabljajo prefinjene metode.

### Opera
Opera v Ulan Batorju stoji v centru mesta in gosti koncerte in operne predstave.

### Trg Sükhbaatar
Trg Sukhbaatar (tudi Trg Džingis) leži v vladnem okrožju in je center Ulan Batorja. Trg ima površino 31.068 m². Na sredini trga Sükhbaatar stoji kip Damdina Sükhbaatarja na konju. Mesto je bilo izbrano zato, ker je tam Sükhbaatarjev konj uriniral (dobro znamenje), 8. julija 1921 ob shodu Rdeče armade. Na severni strani trga je stavba mongolskega parlamenta, ki vsebuje velik kip Džingiskana na vrhu stopnic. Avenija miru (Enkh Taivny Urgon Chuloo) je glavna arterija skozi mesto in poteka po južni strani trga.

### Spomenik Zaisan
Spomenik Zaisan, spomenik sovjetskim vojakom, ubitim v drugi svetovni vojni, stoji na hribu južno od mesta. Spomenik Zaisan sestavlja sovjetski tank na podstavku in ima krožno spominsko sliko, ki upodablja prizore prijateljstva med narodi ZSSR in Mongolijo. Freska prikazuje prizore, kot so sovjetska podpora neodvisnosti Mongolije leta 1921, poraz japonske Kwantung vojske s Sovjeti v bitki pri Khalhkin Gol na mongolski meji leta 1939, zmago nad nacistično Nemčijo in mirnodobne dosežke, kot so sovjetski vesoljski poleti. Obiskovalci, ki pridejo do spomenika so nagrajeni s panoramskim pogledom na celotno mesto v dolini.

## Gospodarstvo
Največje korporacije in konglomerati Mongolije imajo skoraj vsi sedež v Ulan Batorju. Leta 2017 je imel Ulan Bator pet milijarderjev in 90 multimilijonarjev z neto premoženjem nad 10 milijonov dolarjev. Med večjimi mongolskimi podjetji so MCS Group, Gatsuurt LLC, Genco, MAK, Altai Trading, Tavan Bogd Group, Mobicom Corporation, Bodi, Shunkhlai, Monnis in Petrovis. Čeprav niso na ravni multinacionalnih korporacij, je večina teh podjetij večsektorskih konglomeratov z daljnosežnim vplivom v državi.
Ulan Bator (Urga) je bil ključna lokacija, kjer se je odvijala gospodarska zgodovina in ustvarjanje bogastva naroda. Za razliko od zelo mobilnih bivališč pastirjev, ki so se nomadsko selili med zimskimi in poletnimi pašniki, je bila Urga ustanovljena kot poltrajno prebivališče visokega lame Zanabazarja. Stalo je na enem mestu (Khošo Caidam) od leta 1640 do 1654, nenavadno dolgo obdobje 15 let, preden ga je Zanabazar preselil vzhodno k vznožju gore Saridag v gorovju Khentii. Tukaj se je lotil gradnje stalnega samostanskega mesta s kamnitimi stavbami. Urga je ostal na gori Saridag celih 35 let in dejansko se je domnevalo, da je tam stalno, ko so leta 1688 Ojrati nenadoma napadli regijo in požgali mesto. Ker je bil velik del njegovega življenjskega dela uničen, je moral Zanabazar zavzeti mobilni del Urge in pobegniti v Notranjo Mongolijo.
Domneva se, da je bilo leta 1688 izgubljenih več kot polovica bogastva, ustvarjenega v Urgi v obdobju od 1639 do 1688. Šele leta 1701 se je Urga vrnila v regijo in začela drugo obdobje širitve, vendar je morala ostati mobilna do konca 70-letnih vojn Džungar-Čing leta 1757. Potem ko se je leta 1778 ustalila na svoji sedanji lokaciji, je Urga doživela trajno gospodarsko rast, vendar je večina bogastva šla budistični duhovščini, plemičem in začasnim trgovcem iz dinastije Šanši s sedežem v vzhodnih in zahodnih kitajskih mestih Urga. Obstajala so številna podjetja, imenovana puu (пүүс) in tempeljske zakladnice, imenovane jas (жас), ki so delovale kot poslovna enota, vendar nobena od njih ni preživela komunističnega obdobja. V času Mongolske ljudske republike je bila zasebna lastnina le malo tolerirana, večina sredstev pa je bila v državni lasti. Najstarejša podjetja, ki še vedno delujejo v Ulan Batorju, izvirajo iz zgodnjega obdobja Mongolske ljudske republike. Le samostan Gandan deluje neprekinjeno že 205 let (s 6-letnim premorom med drugo svetovno vojno), vendar je o tem, ali ga je mogoče šteti za podjetje, še vedno predmet razprav.
Kot glavno industrijsko središče Mongolije Ulan Bator proizvaja različne potrošniške dobrine in je odgovoren za približno dve tretjini celotnega bruto domačega proizvoda (BDP) Mongolije.
Prehod na tržno gospodarstvo leta 1990 je bil doslej povezan s povečanjem BDP, kar je vodilo do premika k storitvenim dejavnostim (ki zdaj predstavljajo 43 % BDP mesta) skupaj s hitro urbanizacijo in rastjo prebivalstva.
Rudarstvo je drugi največji prispevek k BDP Ulan Batorja, in sicer 25 %. Severno od mesta je več rudnikov zlata, vključno z rudnikom zlata Boroo, tuje naložbe v sektor pa so omogočile rast in razvoj. Vendar pa je zaradi opaznega padca BDP med finančno krizo leta 2008, ko se je povpraševanje po izvozu rudarskih izdelkov zmanjšalo, prišlo do premikov k diverzifikaciji gospodarstva.

## Mednarodne povezave
Ulan Bator ima uradne povezave (pobratena/sestrska mesta oz. mesta-dvojčki) z naslednjimi mesti po svetu:
- Moskva, Rusija (1957)
- Hohhot, Kitajska (1991)
- Seul, Južna Koreja (1995)
- Irkutsk, Rusija (1998)
- Denver, ZDA (2001)
- Havana, Kuba (2002)
- Ankara, Turčija (2003)
- Oakland, ZDA (2006)
- Elista, Rusija (2010)
- Gaziantep, Turčija (2010)
- Peking, Kitajska (2014)
- Novosibirsk, Rusija (2015)
- Ulan Ude, Rusija (2015)
- Inčon, Južna Koreja (2017)
- Bangkok, Taiska (2017)
- Astana, Kazahstan (2019)
- Čongčing, Kitajska (2022)[26]
- Biškek, Kirgizistan (2023)[27]